# Richard White
Richard White, född 4 augusti 1953 i Oak Ridge, Tennessee, är en amerikansk skådespelare och operasångare. Han har bland annat lånat rösten till Gaston i Skönheten och odjuret från 1991.